# 域多利道

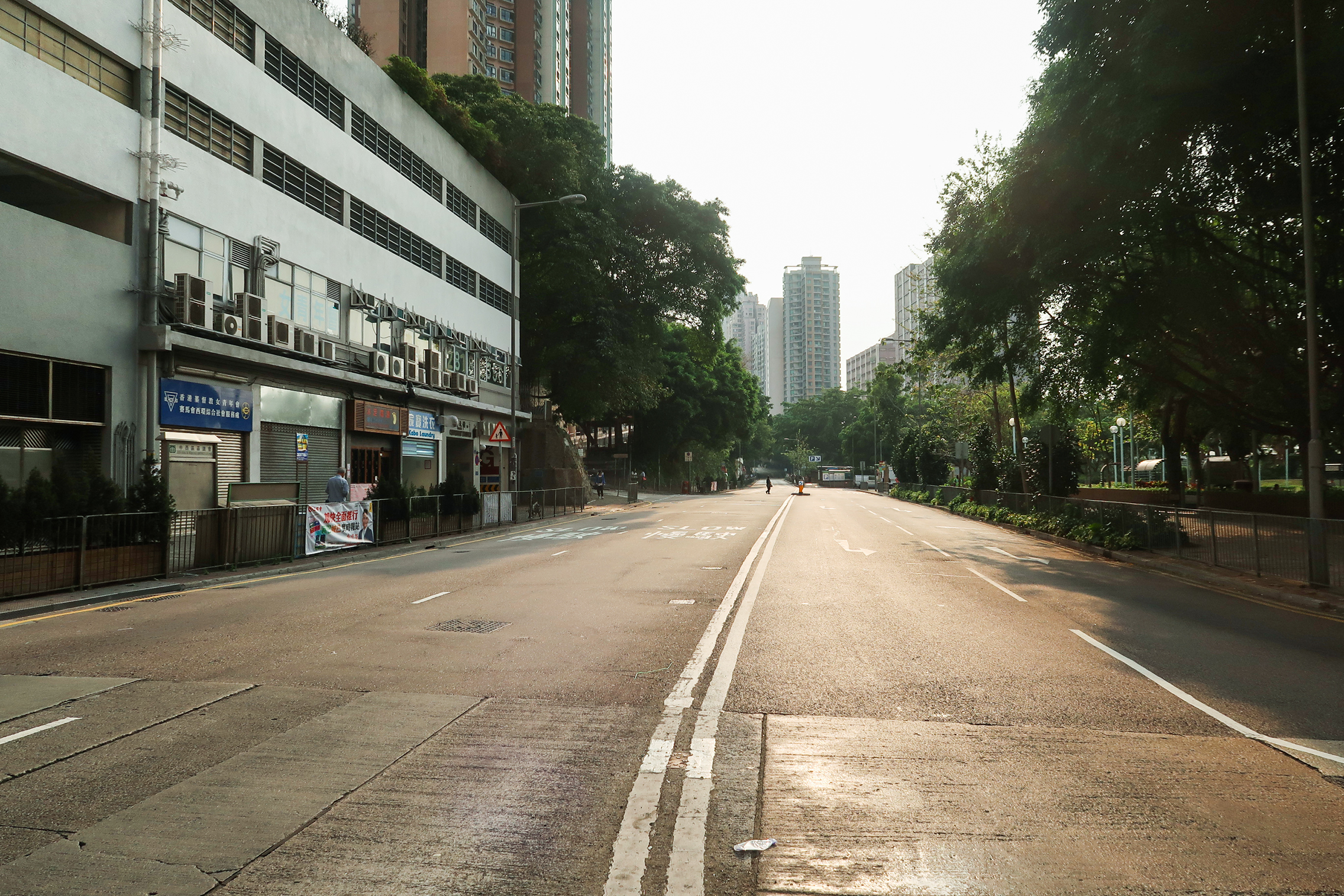
域多利道近加多近街臨時花園

22°16′03″N 114°07′39″E / 22.2674409°N 114.1274528°E
域多利道（英語：Victoria Road）是香港主要道路之一，位於香港島區，是除了薄扶林道之外唯一連接香港島堅尼地城及薄扶林的道路。道路大多為雙線雙程行車，東北端連接堅尼地城的卑路乍街，其後經摩星嶺、沙灣、及鋼綫灣，最後於瀑布灣（華富邨）北部連接薄扶林道，全長5.9公里。

## 歷史
早於1897年，香港政府便開始修築域多利道。為慶祝英國女王兼印度女皇維多利亞登基60週年紀念，當局於興建時豎立奠基石紀念，並將道路命名為，中文則譯為域多利慶典道。奠基石坐落於域多利道西端（堅尼地城）盡頭，由當時的香港總督羅便臣主持安放儀式。奠基石之下埋有玻璃瓶作時間囊之用，載有當年的報紙、紙幣及硬幣。當時該條道路只是沙泥道路，使用者多是前往當時設於雞籠灣的華人公共墳場，即後來的雞籠灣墳場。
1903年時，政府曾於道路於堅尼地城開始之處，豎立了一塊界石以標明維多利亞城的範圍。道路於1910年代曾進行擴建工程，其時名稱亦簡化為現時的域多利道。
隨著1960年代華富邨的興建，該路最終全面改建成標準的水泥道路。1977年，奠基石被遷移到域多利道與摩星嶺道交界的現址，慶祝英國女王伊利沙伯二世登基的25年的紀念，新的時間囊包括當年的報紙、街道圖、1897年時間囊的照片及一份女王陛下口諭的副本。
2000年代初，為配合數碼港的興建，域多利道部份路段亦進行擴建及改善工程。

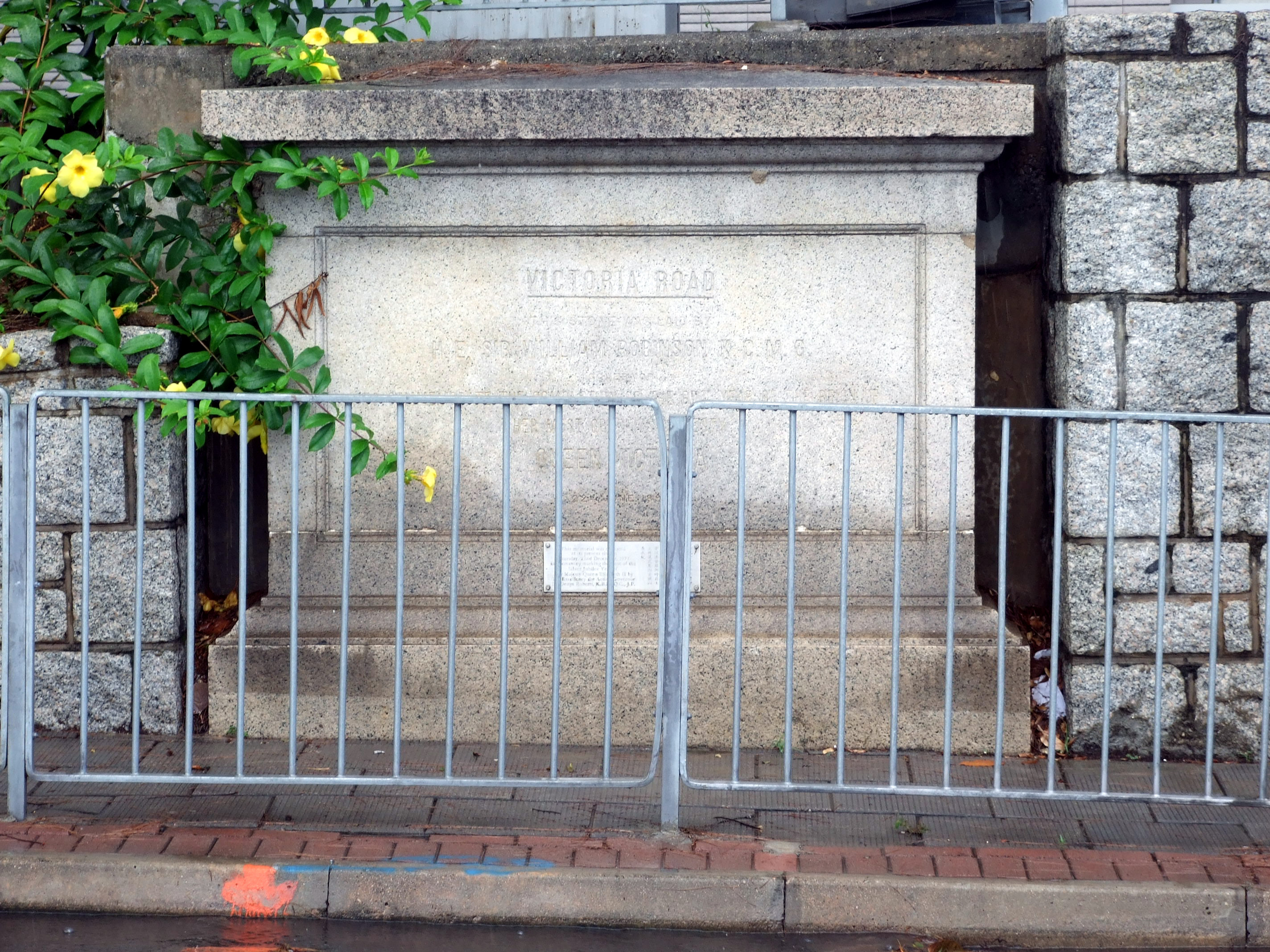
域多利慶典道奠基石
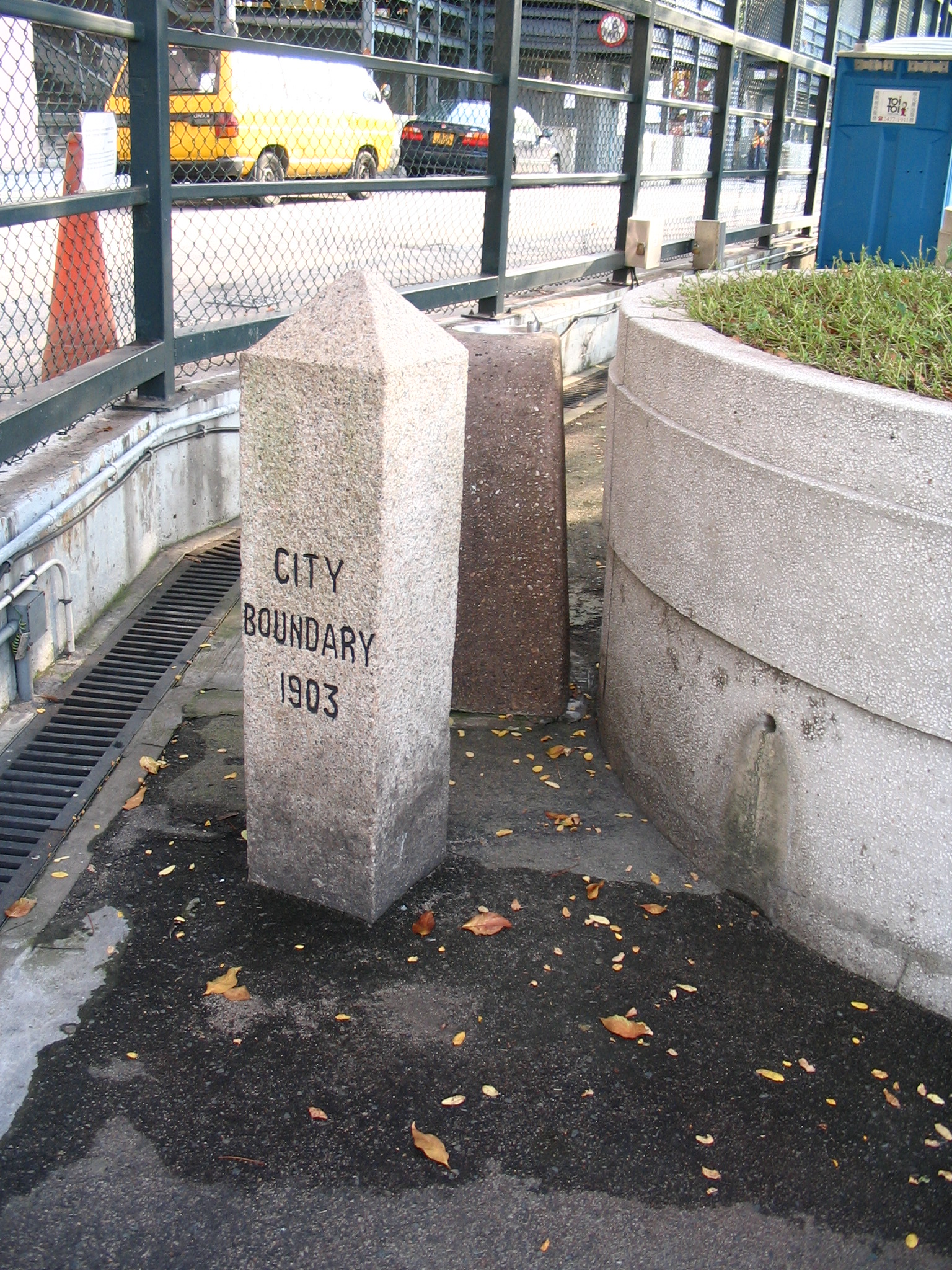
維多利亞城界碑

## 沿路著名地點
堅尼地城
- 加多近街臨時花園
- 百年大廈
- 堅尼地城巴士總站
- 域多利亞公眾殮房
- 傲翔灣畔

摩星嶺
- 公民村遺址
- 域多利道扣押中心
- 摩星嶺明愛賽馬會宿舍
- 趙苑（趙世曾居所）
- 碧苑
- 摩星嶺黃金屋

沙灣
- 碧海閣
- 西島中學
- 香港華人基督教聯會薄扶林道墳場

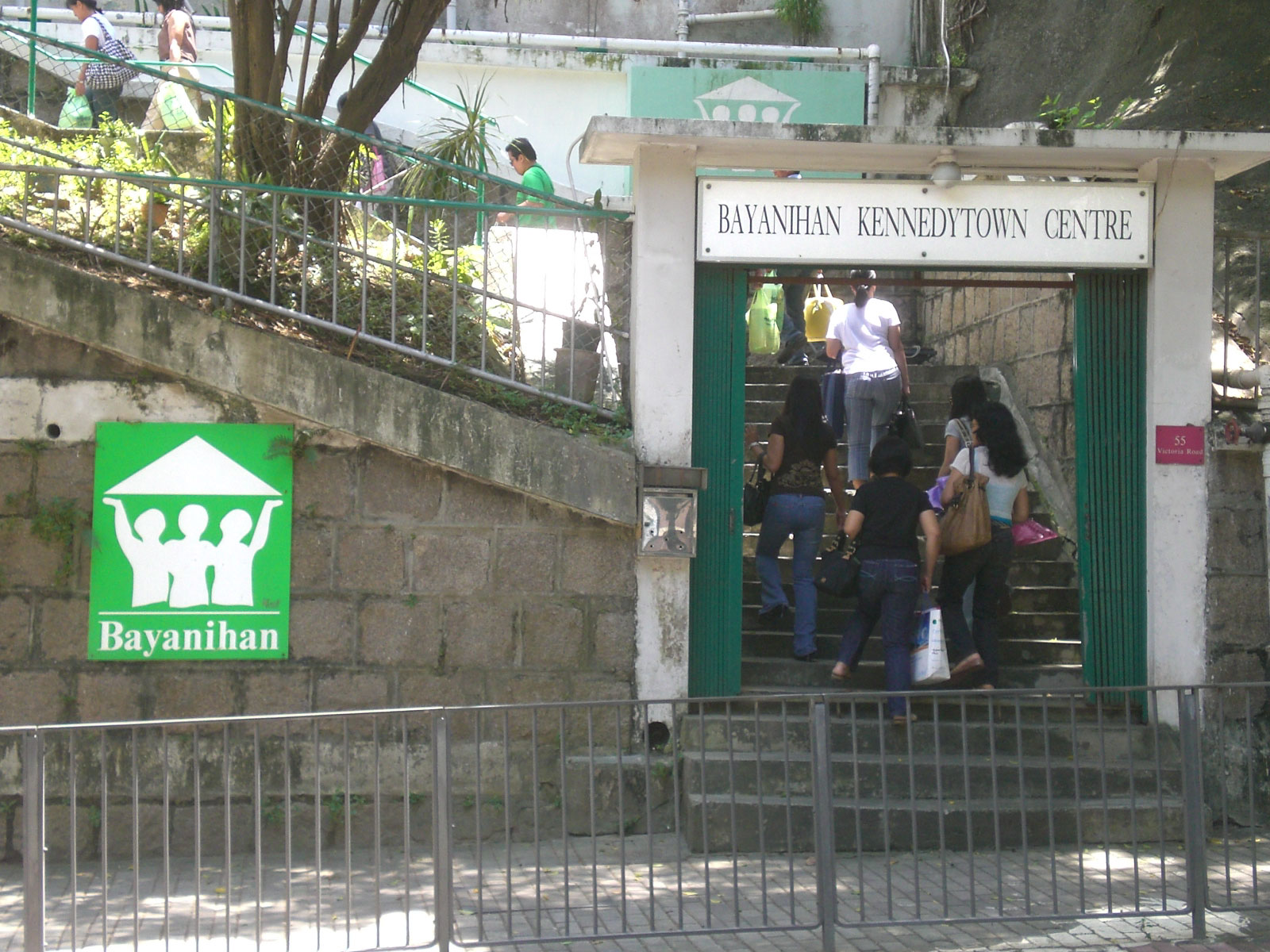
域多利道55號「Bayanihan KennedyTown Centre」是一處服務外籍人士的社區中心

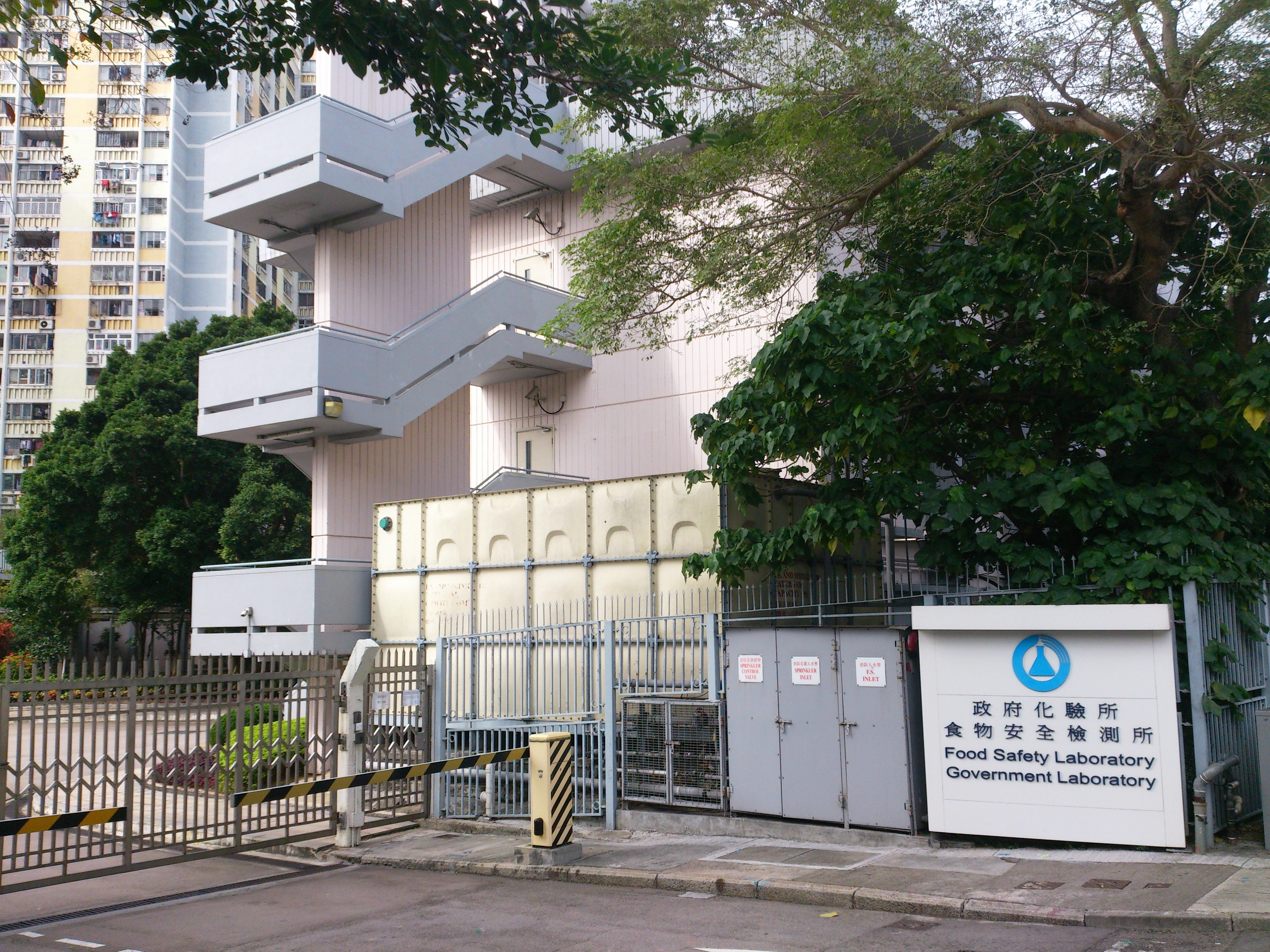
域多利道800號政府化驗所食物安全驗測所

- 域多利花園 （2023年8月30日改名為Victoria Coast）[2][3][4][5][6][7]
- 美景臺
- 沙灣消防局
- 香港大學李嘉誠醫學院大樓
- 明愛胡振中中學

鋼綫灣
- 碧瑤灣
- 舊薄扶林狗房
- 政府化驗所食物安全驗測所（前香港免疫學研究院）

瀑布灣
- 聖保羅書院小學
- 薄扶林消防局
- 華富邨

## 主要連接道路
堅尼地城
- 卑路乍街
- 加多近街
- 加惠民道
- 西市街
- 西寧街

摩星嶺
- 摩星嶺徑
- 摩星嶺道

沙灣
- 大口環道
- 金栗街
- 美景徑
- 碧荔道
- 沙灣徑
- 沙宣道

鋼綫灣
- 數碼港道

瀑布灣
- 華翠街
- 華康街
- 薄扶林道